# هار رايزين هاڤك
هار رايزين هاڤك (بالإنجليزية: Hare Raising Havoc)‏ هي لعبة فيديو 
تمرير الجانبي مغامرات الغاز أصدرت في سنة 1991 ، تطوير لعبة من قبل بلوسكاي سوفتوير و نشرتها ديزني سوفت وير على حاسوب شخصي لنظامين هما أميغا و إم إس-دوس ، لعبة مقتبسة من الفيلم من ورط الأرنب روجر , لديزني و أمبلين إنترتاينمنت 1988.

## وصلة خارجية
- هار رايزين هاڤك على موبي غيمز